# Віллі де Клерк
Віллі Кларисса Ельвіра Гектор віконт Де Клерк (нід. Willy Clarisse Elvire Hector burggraaf De Clercq; нар. 8 липня 1927, Гент, Бельгія — пом. 28 жовтня 2011, там само) — бельгійський ліберальний політик.

## Біографія
Він закінчив юридичний факультет в Університеті Гента, продовживши навчання в США у Сіракузькому університеті. Він почав практикувати право у своєму рідному місті. Працював викладачем в Університеті Гента і Вільному університеті Брюсселю.
У 1952 році став радником Гента. Між 1958 і 1985 він був членом Палати представників.
Заступник міністра з бюджету (1960–1961), віце-прем'єр і міністр бюджету (1966–1968), віце-прем'єр і міністр фінансів (1973–1974), міністр фінансів (1974–1977), віце-прем'єр, міністр фінансів і міністр зовнішньої торгівлі (1981–1985).
У 1985 році призначений європейським комісаром з питань зовнішніх відносин та Європейської політики сусідства у Єврокомісії на чолі з Жаком Делором.
Депутат Європейського парламенту (1979–1981, 1989–1994, 1999–2004).
У 2003 році він був одним із засновників організації Medbridge (мета — поширення діалогу між Європою та Близьким Сходом).